# Listă de jocuri video de rol din 1986–1987
Acesta este un index cuprinzător al jocurilor video de rol comerciale, sortate cronologic după anul apariției. Informațiile referitoare la data lansării, dezvoltatorul, editura, sistemul de operare, subgenul și notabilitatea sunt furnizate acolo unde sunt disponibile. Tabelul poate fi sortat făcând clic pe casetele mici de lângă titlurile coloanelor. Această listă nu include MUD-uri sau MMORPG-uri. Include jocuri roguelike, de acțiune și tactice (timp real).

Aceasta este o listă de jocuri video de rol din 1986 – 1987.

## Legenda
| Platforme de jocuri video |
| ------------------------- |

| AMI    | Commodore Amiga    |
| APPII  | Apple II           |
| Arcade | Arcade game        |
| ATR    | Atari 8-bit family |
| C64    | Commodore 64       |
| CROSS  | Cross-platform     |
| DOS    | DOS / MS-DOS       |

| FDS  | Famicom Disk System                     |
| FM7  | FM-7                                    |
| GEN  | Sega Genesis / Sega Mega Drive          |
| MAC  | Macintosh / Mac OS                      |
| MSX  | MSX                                     |
| MSX2 | MSX2                                    |
| NES  | Nintendo Entertainment System / Famicom |

| PC60 | NEC PC-6001        |
| PC88 | NEC PC-8801        |
| PC98 | NEC PC-9801        |
| SMS  | Sega Master System |
| ST   | Atari ST           |
|      |                    |
|      |                    |

| AMI    | Commodore Amiga    |
| APPII  | Apple II           |
| Arcade | Arcade game        |
| ATR    | Atari 8-bit family |
| C64    | Commodore 64       |
| CROSS  | Cross-platform     |
| DOS    | DOS / MS-DOS       |

| FDS  | Famicom Disk System                     |
| FM7  | FM-7                                    |
| GEN  | Sega Genesis / Sega Mega Drive          |
| MAC  | Macintosh / Mac OS                      |
| MSX  | MSX                                     |
| MSX2 | MSX2                                    |
| NES  | Nintendo Entertainment System / Famicom |

| PC60 | NEC PC-6001        |
| PC88 | NEC PC-8801        |
| PC98 | NEC PC-9801        |
| SMS  | Sega Master System |
| ST   | Atari ST           |
|      |                    |
|      |                    |

| Tipuri de lansări |
| ----------------- |

| Rerel  | Jocul a fost relansat pe aceeași platformă cu modificări minore sau fără modificări.                                                                                     |
| Port   | Jocul a apărut pentru prima dată pe o altă platformă. Este la fel ca originalul, cu puține sau deloc diferențe.                                                          |
| Remake | Jocul este un remake îmbunătățit al celui original, lansat pe aceeași platformă sau pe o platformă diferită, cu modificări ale graficii, sunetului și/sau gameplay-ului. |
| Compl  | O compilație, antologie sau colecție de mai multe titluri, de obicei (dar nu întotdeauna) aparținând aceleiași serii.                                                    |
| Limit  | O lansare specială (numită adesea Limited sau Collector’s Edition) cu material bonus de colecție. Adesea este furnizată persoanelor care pre-comandă un joc.             |

| Rerel  | Jocul a fost relansat pe aceeași platformă cu modificări minore sau fără modificări.                                                                                     |
| Port   | Jocul a apărut pentru prima dată pe o altă platformă. Este la fel ca originalul, cu puține sau deloc diferențe.                                                          |
| Remake | Jocul este un remake îmbunătățit al celui original, lansat pe aceeași platformă sau pe o platformă diferită, cu modificări ale graficii, sunetului și/sau gameplay-ului. |
| Compl  | O compilație, antologie sau colecție de mai multe titluri, de obicei (dar nu întotdeauna) aparținând aceleiași serii.                                                    |
| Limit  | O lansare specială (numită adesea Limited sau Collector’s Edition) cu material bonus de colecție. Adesea este furnizată persoanelor care pre-comandă un joc.             |

| Note despre genuri |
| ------------------ |

| Action RPG   | Joc video de rol de acțiune.              |
| Tactical RPG | Joc video de rol tactic.                  |
| Roguelike    | Roguelike.                                |
| MMORPG       | Joc de rol cu multiplayer online în masă. |
| MUD          | MUD.                                      |

| FPS/RPG | Shooter first-person / Joc video de rol hibrid (Joc video de rol shooter).                            |
| RTS/RPG | Joc de strategie în timp real / Joc video de rol hibrid (Joc video de rol de strategie în timp real). |
| WRPG    | Joc de rol în stil western.                                                                           |
| JRPG    | Joc de rol în stil japonez.                                                                           |
| Eroge   | Joc japonez cu conținut erotic.                                                                       |

| Action RPG   | Joc video de rol de acțiune.              |
| Tactical RPG | Joc video de rol tactic.                  |
| Roguelike    | Roguelike.                                |
| MMORPG       | Joc de rol cu multiplayer online în masă. |
| MUD          | MUD.                                      |

| FPS/RPG | Shooter first-person / Joc video de rol hibrid (Joc video de rol shooter).                            |
| RTS/RPG | Joc de strategie în timp real / Joc video de rol hibrid (Joc video de rol de strategie în timp real). |
| WRPG    | Joc de rol în stil western.                                                                           |
| JRPG    | Joc de rol în stil japonez.                                                                           |
| Eroge   | Joc japonez cu conținut erotic.                                                                       |

## Lista
| An                            | Titlu | Dezvoltator                  | Editură                             | Setări          | Platformă                                                          | Subgen                       | Serie/Note | Țara de origine |
| ----------------------------- | --- | ---------------------------- | ----------------------------------- | --------------- | ------------------------------------------------------------------ | ---------------------------- | --- | --------------- |
| 1986 (NA/UK)                  | Alternate Reality: The City                                                                                | Paradise Datasoft            | Datasoft U.S. Gold                  | Sci-Fi          | APPII (Port) C64 (Port) MAC (Port) ST (Port)                       |                              | Debutul seriei. | SUA             |
| 1986 (NA/UK)                  | Bards Tale, The                                                                                            | Interplay                    | EA                                  | Fantezie        | AMI (Port)                                                         |                              | Bard's Tale | SUA             |
| 1986 (NA)                     | Bard's Tale II, The: The Destiny Knight                                                                    | Interplay                    | EA                                  | Fantezie        | C64                                                                |                              | Bard's Tale | SUA             |
| 1986 (JP) 1987 (NA)           | Deadly Towers (NA) Mashou (JP) 魔鐘 (JP)                                                                   | Irem                         | Broderbund Irem                     | Fantezie        | NES                                                                | Action RPG                   | | Japonia         |
| 1986 (JP)                     | Deep Dungeon: Madō Senki (JP) ディープダンジョン 魔洞戦記 (JP)                                             | HummingBird                  | DOG                                 | Fantezie        | FDS                                                                | Dungeon crawl                | | Japonia         |
| 1986 (JP) 1989 (NA)           | Dragon Warrior (NA) Dragon Quest (JP) ドラゴンクエスト (JP)                                                | Chunsoft                     | Enix Nintendo                       | Fantezie        | NES PC98 MSX                                                       | JRPG                         | Debutul seriei. | Japonia         |
| 1986 (JP)                     | Ganso Saiyuuki: Super Monkey Dai Bouken (JP) 元祖西遊記 スーパーモンキー大冒険 (JP)                        |                              | VAP                                 | Fantezie        | NES                                                                | Action RPG                   | Bazat pe romanul Journey to the West                                                                                         | Japonia         |
| 1986 (JP)                     | Haja no Fuuin (JP) 覇邪の封印 (JP)                                                                         | Kogado                       | ASCII                               | Fantezie        | FM7 PC88                                                           | JRPG                         | | Japonia         |
| 1986 (JP) 1989 (NA)           | Hydlide (NA) Hydlide Special (JP) ハイドライドスペシャル (JP)                                              | T&E                          | FCI, Inc.. Tohiba EMI               | Fantezie        | NES (Remake)                                                       | Action RPG                   | Debutul seriei. | Japonia         |
| 1986 (JP)                     | Hydlide II: Shine of Darkness (JP) ハイドライド II (JP)                                                    | T&E                          | T&E                                 | Fantezie        | FM7 (Port) MSX (Port)                                              | Action RPG                   | | Japonia         |
| 1986 (FR)                     | Mandragore (FR)                                                                                            | Infogrames                   | Infogrames                          | Fantezie        | MSX                                                                | Computer-style RPG           | | Franța          |
| 1986 (NA)                     | Might & Magic: Book I                                                                                      | New World                    | New World                           | Fantezie        | APPII                                                              |                              | Debutul seriei. | SUA             |
| 1986 (NA)                     | Phantasie                                                                                                  | Logical Design               | SSI                                 | Fantezie        | ST (Port)                                                          |                              | Debutul seriei. | SUA             |
| 1986 (NA)                     | Phantasie II                                                                                               | SSI                          | SSI                                 | Fantezie        | APPII                                                              |                              | | SUA             |
| 1986 (NA)                     | Phantasie II                                                                                               | Logical Design               | SSI                                 | Fantezie        | C64 (Port) ST (Port)                                               |                              | | SUA             |
| 1986 (NA)                     | Shard of Spring                                                                                            | SSI Digital Illusions        | SSI                                 | Fantezie        | APPII C64 DOS                                                      |                              | Urmat de Demon's Winter. | SUA             |
| 1986 (NA)                     | Starflight                                                                                                 | Binary Systems               | EA                                  | Sci-Fi          | DOS                                                                |                              | Un exemplu rar de CRPG SF și strămoșul spiritual al unor astfel de jocuri precum Star Control 2 sau Space Rangers.           | SUA             |
| 1986 (JP)                     | Super Rambo Special (JP) スーパーランボースペシャル (JP)                                                   | Pack-In-Video                | Pack-In-Video                       | Modern          | MSX2                                                               | Action RPG                   | | Japonia         |
| 1986 (NA)                     | Temple of Apshai Trilogy                                                                                   | Westwood                     | Epyx                                | Fantezie        | AMI (Port) ST (Port)                                               |                              | | SUA             |
| 1986 (NA)                     | Ultima I: The First Age of Darkness                                                                        | Origin                       | Origin                              | Fantezie        | APPII (Remake)                                                     |                              | Debutul seriei. | SUA             |
| 1986 (NA)                     | Ultima I: The First Age of Darkness                                                                        | Origin                       | Origin                              | Fantezie        | C64 (Port)                                                         |                              | Debutul seriei. | SUA             |
| 1986 (JP/NA)                  | Ultima III: Exodus                                                                                         | Origin                       | Origin StarCraft                    | Fantezie        | AMI (Port) MAC (Port) ST (Port) FM7 (Port) PC88 (Port) PC98 (Port) | Computer-style RPG           | A fost pionier în multe inovații care vor deveni standard pentru multe CRPG-uri, atât de Vest, cât și de Est, care au urmat. | SUA             |
| 1986 (NA)                     | Ultima IV: Quest of the Avatar                                                                             | Origin                       | Origin                              | Fantezie        | ATR (Port)                                                         |                              | Primul CRPG major care a trecut de la jocul „hack and slash” la o abordare „virtuoasă” bazată pe poveste.                    | SUA             |
| 1986 (JP)                     | Valkyrie no Bōken: Toki no Kagi Densetsu (JP) ワルキューレの冒険 時の鍵伝説 (JP)                           | Namco                        | Namco                               | Fantezie        | NES                                                                | Action RPG                   | | Japonia         |
| 1986 (JP) 1989 (NA)           | WiBArm (NA) WiBArm (JP) ウィバーン (JP)                                                                    | Arsys Software (JP)          | Arsys Software (JP) Broderbund (NA) | Sci-Fi          | PC88 DOS (Port)                                                    | Action RPG                   | | Japonia         |
| 1986 (NA/UK)                  | Wizard's Crown                                                                                             | SSI                          | SSI                                 | Fantezie        | APPII (Port) ATR (Port) C64 (Port)                                 | Tactical RPG                 | | SUA             |
| 1986 (NA)                     | Wizardry IV: The Return of Werdna                                                                          | Sir-Tech                     | Sir-Tech                            | Fantezie        | APPII DOS                                                          | Dungeon crawl                | | SUA             |
| 1987 (NA)                     | 2400 A.D.                                                                                                  | Origin                       | Origin                              | Sci-Fi          | APPII                                                              |                              | | SUA             |
| 1987 (NA)                     | Alternate Reality: The Dungeon                                                                             | Datasoft                     | Datasoft                            | Sci-Fi          | APPII ATR C64                                                      |                              | | SUA             |
| 1987 (JP)                     | Artelius (JP) アルテリオス (JP)                                                                            | Nihon Bussan                 | Nihon Bussan                        | Fantezie        | NES                                                                | Action RPG                   | | Japonia         |
| 1987 (JP/NA)                  | Bard's Tale, The (NA) バーズテイル (JP)                                                                    | Interplay                    | EA                                  | Fantezie        | APPGS (Port) DOS (Port) ST (Port) PC88 (Port) PC98 (Port)          | Dungeon crawl                | | SUA             |
| 1987 (NA)                     | Bard's Tale II, The: The Destiny Knight                                                                    | Interplay                    | EA                                  | Fantezie        | APPII (Port)                                                       | Dungeon crawl                | | SUA             |
| 1987 (NA)                     | Beyond Zork: The Coconut of Quendor                                                                        | Infocom                      | Infocom                             | Fantezie        | AMI APPII APPGS C128 DOS MAC ST                                    | Adventure game/RPG hybrid    | | SUA             |
| 1987 (JP)                     | Black Onyx, The (JP) ザ・ブラックオニキス (JP)                                                             | Bullet-Proof                 | Sega                                | Fantezie        | SG1K                                                               | Dungeon crawl                | Lansarea originală este adesea considerată unul dintre primele RPG-uri din Japonia.                                          | Japonia         |
| 1987 (JP)                     | Cleopatra no Mahou (JP) クレオパトラの魔宝 (JP)                                                            | Square                       | Square                              |                 | FDS                                                                |                              | | Japonia         |
| 1987 (NA)                     | Deathlord                                                                                                  | EA                           | EA                                  | Fantezie        | APPII C64                                                          |                              | | SUA             |
| 1987 (JP)                     | Digital Devil Story: Megami Tensei (JP) デジタル・デビル物語 女神転生 (JP)                                 | Atlus                        | Namco                               | Fantezie        | NES                                                                | Dungeon crawl                | Debutul seriei. | Japonia         |
| 1987 (JP)                     | Dragon Slayer II: Xanadu (JP) ザナドゥ (JP)                                                                | Nihon Falcom                 | Sony                                | Fantezie        | MSX MSX2                                                           | Action RPG                   | | Japonia         |
| 1987 (JP) 1990 (NA)           | Dragon Warrior II (NA) Dragon Quest II Akuryo no Kamigami (JP) ドラゴンクエストII 悪霊の神々 (JP)          | Chunsoft                     | Enix                                | Fantezie        | NES                                                                | JRPG                         | | Japonia         |
| 1987 (NA) 1988 (UK)           | Dungeon Master                                                                                             | FTL                          | FTL                                 | Fantezie        | ST (Port)                                                          |                              | | SUA             |
| 1987 (JP)                     | Esper Dream (JP) エスパードリーム (JP)                                                                     | Konami                       | Konami                              | Fantezie        | FDS                                                                | Action RPG                   | Debutul seriei. | Japonia         |
| 1987 (NA)                     | Eternal Dagger, The                                                                                        | SSI                          | SSI                                 | Fantezie        | APPII ATR                                                          | Tactical RPG                 | Sequel al Wizard's Crown. | SUA             |
| 1987 (NA)                     | The Faery Tale Adventure                                                                                   | MicroIllusions               | MicroIllusions                      | Fantezie        | DOS AMI C64                                                        |                              | Debutul seriei. | SUA             |
| 1987 (JP) 1989 (NA) 1990 (EU) | Faxanadu (INT) ファザナドゥ (JP)                                                                           | Falcom                       | Hudson Soft Nintendo                | Fantezie        | NES                                                                | Action RPG                   | Spin-off al seriei Dragon Slayer.                                                                                            | Japonia         |
| 1987 (JP) 1990 (NA)           | Final Fantezie (JP/NA) ファイナルファンタジー (JP)                                                         | Square                       | Square Nintendo                     | Fantezie        | NES                                                                | JRPG                         | Debutul seriei. | Japonia         |
| 1987 (JP)                     | Getsu Fūma Den (JP) 月風魔伝 (JP)                                                                          | Konami                       | Konami                              | Fantezie        | NES                                                                | Action RPG                   | | Japonia         |
| 1987 (JP)                     | Ginga no Sannin (JP) 銀河の三人 (JP)                                                                       | Pax Softnica                 | Nintendo                            | Sci-fi          | NES (Port)                                                         |                              | altă denumire The Earth Fighter Rayieza                                                                                      | Japonia         |
| 1987 (JP)                     | Golvellius (JP) 魔王ゴルベリアス (JP)                                                                      | Compile                      | Compile                             | Fantezie        | MSX                                                                | Action RPG                   | | Japonia         |
| 1987 (JP)                     | Hydlide 3: The Space Memories (JP) ハイドライド 3 (JP)                                                     | T&E                          | T&E                                 | Fantezie        | MSX MSX2                                                           | Action RPG                   | | Japonia         |
| 1987 (JP)                     | Kalin no Tsurugi (JP) Sword of Kalin (JP) カリーンの剣 (JP)                                                | XTALSOFT                     | DOG                                 | Fantezie        | FDS                                                                | Action RPG                   | | Japonia         |
| 1987 (JP)                     | King Kong 2: Yomigaeru Densetsu (JP) キングコング 2 (JP)                                                   | Konami                       | Konami                              |                 | MSX2                                                               | Action RPG                   | | Japonia         |
| 1987 (JP) 1989 (NA)           | Legacy of the Wizard (JP) Dragon Slayer IV: Drasle Family (JP) ドラゴンスレイヤーIVドラスレファミリー (JP) | Nihon Falcom                 | Nihon Falcom Namco Broderbund       | Fantezie        | MSX NES                                                            | Action RPG                   | Sequel al Dragon Slayer Jr: Romancia.                                                                                        | Japonia         |
| 1987 (JP) 1989 (NA)           | Magic of Scheherazade, The (NA) Arabian Dream Scheherazade (JP) アラビアン・ドリーム シェラザード (JP)     | Culture Brain                | Culture Brain                       | Fantezie        | NES                                                                | Action RPG                   | | Japonia         |
| 1987 (NA)                     | Might & Magic: Book I                                                                                      | New World                    | New World                           | Fantezie        | APPII (Rerel)                                                      |                              | Debutul seriei. | SUA             |
| 1987 (NA)                     | Might & Magic: Book I                                                                                      | New World                    | New World                           | Fantezie        | C64 (Port) DOS (Port) MAC (Port)                                   |                              | Debutul seriei. | SUA             |
| 1987 (JP)                     | Minelvaton Saga: Ragon no Fukkatsu (JP) ミネルバトンサーガ ラゴンの復活 (JP)                               | Taito                        | Taito                               |                 | NES                                                                | Action RPG                   | | Japonia         |
| 1987 (JP) 1988 (NA/PAL)       | Miracle Warriors: Seal of the Dark Lord (NA/PAL) Haja no Fuin (JP) 覇邪の封印 (JP)                         | Kogado                       | Kogado Sega ASCII                   | Fantezie        | MSX MSX2 NES SMS                                                   | JRPG                         | | Japonia         |
| 1987 (JP)                     | Outlanders (JP) アウトランダーズ (JP)                                                                      | Micronics                    | VMI, Inc.                           | Sci-Fi          | NES                                                                | Action RPG                   | | Japonia         |
| 1987 (NA)                     | Phantasie                                                                                                  | Logical Design               | SSI                                 | Fantezie        | ATR (Port) DOS (Port)                                              |                              | | SUA             |
| 1987 (NA)                     | Phantasie                                                                                                  | Andromeda                    | SSI                                 | Fantezie        | AMI (Port)                                                         |                              | | SUA             |
| 1987 (NA)                     | Phantasie II                                                                                               | Logical Design               | SSI                                 | Fantezie        | ATR (Port)                                                         |                              | | SUA             |
| 1987 (NA)                     | Phantasie III: Wrath of Nikademus                                                                          | SSI                          | SSI                                 | Fantezie        | APPII                                                              |                              | | SUA             |
| 1987 (NA)                     | Phantasie III: Wrath of Nikademus                                                                          | Westwood                     | SSI                                 | Fantezie        | AMI (Port) C64 (Port) ST (Port)                                    |                              | | SUA             |
| 1987 (JP) 1988 (NA/EU)        | Phantasy Star (INT) ファンタシースター (JP)                                                                | RD4 (Sega)                   | Sega                                | Sci-Fi          | SMS                                                                | JRPG                         | Debutul seriei. | Japonia         |
| 1987 (JP)                     | Return of Ishtar, The (JP) Ishitā no Fukkatsu (JP) イシターの復活 (JP)                                     | Game Studio                  | Namco                               | Fantezie        | Arcade                                                             | Action RPG                   | Sequel al Tower of Druaga | Japonia         |
| 1987 (JP)                     | Shiryou Sensen: War of the Dead (JP) 死霊戦線 (JP)                                                         |                              | Victor Music Industries             | Fantezie        | MSX2                                                               | Action RPG                   | Strămoș al subgenului survival horror.                                                                                       | Japonia         |
| 1987 (JP)                     | Sorcerian (JP) ソーサリアン (JP)                                                                           | Nihon Falcom                 | Nihon Falcom                        | Fantezie        | PC88                                                               | Action RPG                   | Al cincilea joc al seriei Dragon Slayer.                                                                                     | Japonia         |
| 1988 (JP)                     | Star Cruiser (JP) スタークルーザー (JP)                                                                    | Arsys Software (JP)          | Arsys Software (JP)                 | Sci-Fi          | PC88 GEN (Port)                                                    | Action RPG FPS/RPG           | | Japonia         |
| 1987 (NA)                     | Tower of Myraglen (NA)                                                                                     | PBI Software                 | PBI Software                        | Fantezie        | IIGS                                                               |                              | | SUA             |
| 1987 (JP)                     | Tōjin Makyō-den Hercules no Eikō (JP) 闘人魔境伝 ヘラクレスの栄光 (JP)                                     | Data East                    | Data East                           | Fantezie        | NES                                                                | JRPG                         | Debutul seriei. | Japonia         |
| 1987 (NA)                     | Ultima I: The First Age of Darkness                                                                        | Origin                       | Origin                              | Fantezie        | DOS (Port)                                                         |                              | Debutul seriei. | SUA             |
| 1987 (JP)                     | Ultima II: The Revenge of the Enchantress (JP) ウルティマII (JP)                                           | Origin                       | Pony Canyon                         | Fantezie        | MSX2                                                               | Joc RPG ca pe calculator     | | SUA             |
| 1987 (JP) 1988 (NA)           | Ultima III: Exodus (NA) Ultima: Kyoufu no Exodus (JP) ウルティマ ～恐怖のエクソダス～ (JP)                 | Origin                       | Origin FCI Pony Canyon              | Fantezie        | NES MSX2                                                           | Computer-style RPG           | | SUA             |
| 1987 (NA/JP)                  | Ultima IV: Quest of the Avatar (NA) ウルティマIV (JP)                                                      | Origin                       | Origin Pony Canyon                  | Fantezie        | ST (Port) MSX2                                                     | Computer-style RPG           | Primul CRPG important care a trecut de la jocul „hack and slash” la o abordare „virtuoasă” bazată pe poveste.                | SUA             |
| 1987 (NA)                     | Wizard's Crown                                                                                             | SSI                          | SSI                                 | Fantezie        | ST (Port)                                                          | Tactical RPG                 | | SUA             |
| 1987 (JP) 1990 (NA)           | Wizardry: Proving Grounds of the Mad Overlord (JP/NA)                                                      | Sir-Tech Software Sting Game | Sir-Tech ASCII Nexoft               | Fantezie        | C64 (Port) NES MSX2                                                | Dungeon crawl                | Debutul seriei. | SUA             |
| 1987 (NA)                     | Wizardry IV: The Return of Werdna                                                                          | Sir-Tech                     | Sir-Tech                            | Fantezie        | APPII                                                              | Dungeon crawl                | | SUA             |
| 1987 (NA)                     | Wizardry Trilogy                                                                                           | Sir-Tech                     | Sir-Tech                            | Fantezie Sci-Fi | APPII (Comp) C64 (Comp)                                            |                              | Compilare a primelor trei jocuri Wizardry.                                                                                   | SUA             |
| 1987 (JP)                     | Woody Poko (JP) うっでいぽこ (JP)                                                                          | DB Soft                      | DB Soft                             | Fantezie        | NES                                                                |                              | | SUA             |
| 1987 (JP)                     | Ys I: Ancient Ys Vanished (JP) イースI (JP)                                                                | Nihon Falcom                 | Nihon Falcom                        | Fantezie        | MSX2                                                               | Action RPG                   | Debutul seriei. | Japonia         |
| 1987 (JP)                     | Yūshi no Monshō: Deep Dungeon (JP) 勇士の紋章 ディープダンジョン (JP)                                      | HummingBird                  | DOG                                 | Fantezie        | FDS                                                                | Dungeon crawl                | Al doilea joc al seriei | Japonia         |
| 1987 (JP) 1988 (US/PAL)       | Zelda II: The Adventure of Link (INT) ゼルダの伝説 (パート) 2 リンクの冒険 (JP)                            | Nintendo                     | Nintendo                            | Fantezie        | FDS NES                                                            | Action RPG                   | Sequel al jocului The Legend of Zelda.                                                                                       | Japonia         |
| 1987 (JP) 1990 (NA)           | Zeliard (JP/NA) ゼリアード (JP)                                                                            | Game Arts                    | Game Arts Sierra                    | Fantezie        | DOS PC88                                                           | Action RPG / Platform hybrid | | Japonia         |